# الشركة السعودية للتنمية والاستثمار التقني
الشركة السعودية للتنمية والاستثمار التقني وتعرف أيضا بـ«تقنية» شركة سعودية حكومية مملوكة لصندوق الاستثمارات العامة. تم تأسيسها بأمر ملكي من مجلس الوزراء السعودي في 21 يونيو 2011 الموافق 18 رجب 1432 هـ.
يرأس مجلس الإدارة الأمير تركي بن سعود آل سعود رئيس مدينة الملك عبد العزيز للعلوم والتقنية، والرئيس التنفيذي للشركة عبد الرحمن بن زيد الخثلان.

## مجالات الاهتمام
تهتم الشركة بقيادة التنوع الاقتصادي في السعودية بما يواكب احتياجاتها الاقتصادية من خلال الصناعات القائمة على المعرفة، محاولة خلق وظائف ذات قيمة مضافة، والمساهمة في تطوير النظام البيئي للابتكار في السعودية.
كما تقوم شركة تقنية بالاستفادة من الانشطة التقنية من خلال الاستثمارات والشراكات والتتجير لتسريع التنوع الاقتصادي للمملكة بالشكل المطلوب. وتحقق شركة تقنية رؤيتها بالاستثمار في التقنيات المحلية والعالمية والمشاركة في تطويرها وتنميتها لإنشاء مؤسسات ذات اقتصاد مستدام.
حددت تقنية ستة قطاعات صناعية لتجعلها محور أنشطتها وهي:
- الطاقة
- تقنية المعلومات والاتصالات
- المواد المتقدمة
- تقنية المياه
- الأمن والدفاع
- الصحة وعلوم الحياة

## الشركات التابعة لتقنية
1. شركة تقنية للطاقة
2. شركة الخدمات الهندسية والتقنية.
3. شركة تقنية للأنظمة الآلية الذكية.
4. شركة تقنية الفضائية: شركة تابعة لشركة تقنية القابضة، تعمل على مستوى الشرق الأوسط في مجال صناعة الأقمار الصناعية وتوفير اتصالات آمنة عبر الأقمار الصناعية إضافة إلى بيانات الاستشعار عن بعد تكون ذات قيمة عالية تخدم القطاعين الحكومي والخاص في المملكة.
5. شركة تقنية المياه المتقدمة.
6. شركة تطوير المنتجات البحثية.
7. شركة تقنية لأمن المعلومات: شركة حكومية مملوكة لصندوق الاستثمارات العامة تقدم خدمات واستشارات في مجال الأمن المعلوماتي وأمن الاتصالات واستخبارات الإشارة للقطاعين الحكومي والخاص في السعودية.[4]
8. شركة حاضنات ومسرعات الأعمال.
9. شركة تقنية للدفاع والأمن.
10. شركة تقنية للطيران.
11. شركة تقنية للمواد المتقدمة.
12. شركة تقنية الدولية.

## مشاريع أطلقتها الشركة
تدشين أول نموذج لطائرة سعودية أوكرانية.